# 完颜拿住
完颜拿柱，蒙古帝国将领。女真人，完颜氏。
他归降蒙古，跟随成吉思汗攻打西域花剌子模王朝、河西西夏。窝阔台汗时，跟随大军夺取金朝凤翔、同州，立下功劳，赐号八都儿，佩银符。后来担任同州管民达鲁花赤，改赐金符，兼征行千户，总管八都军。蒙哥汗时，因其年老，致仕，由其子完顏石柱袭其职。